# Decapterus akaadsi
Decapterus akaadsi és un peix teleosti de la família dels caràngids i de l'ordre dels perciformes.

## Morfologia
Pot arribar als 30 cm de llargària total.

## Distribució geogràfica
Es troba des de les costes del sud del Japó fins a les de la Mar de la Xina Meridional.